# Baiti
Baiti, en nauruan Baitsi ou Beidi, est un des quatorze districts de Nauru. Le district de Baiti fait partie de la circonscription électorale d'Ubenide.

## Géographie

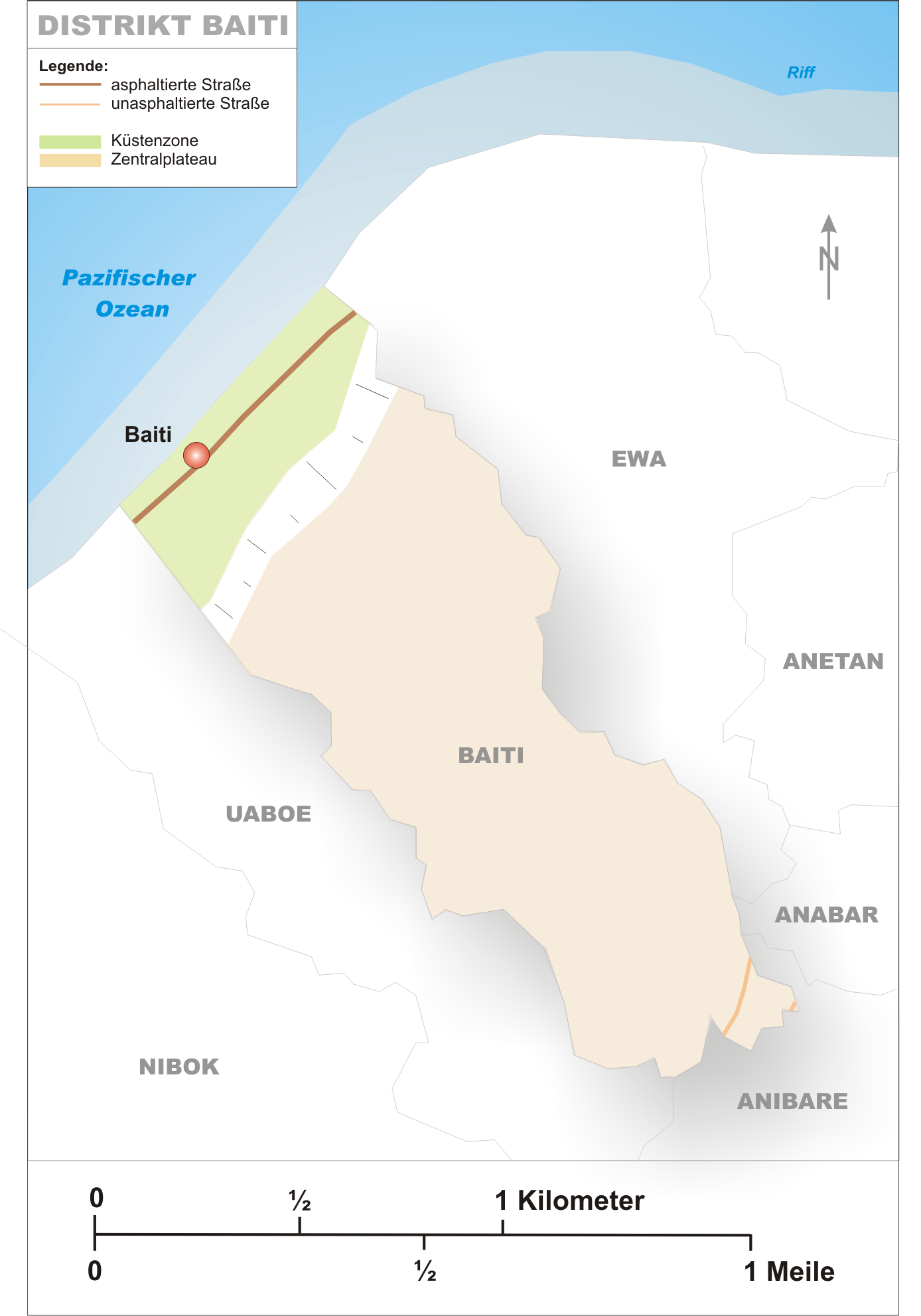
Carte du district de Baiti.

Baiti se trouve dans le Nord-Ouest de l'île de Nauru. Il est bordé par l'océan Pacifique au nord-ouest et par les districts de Ewa au nord-est, Anabar à l'Est, Anibare au sud-est et Uaboe au sud-ouest.
Son altitude moyenne est de 25 mètres (minimale : 0 mètre, maximale : 45 mètres) et sa superficie est de 1,2 km2 (septième rang sur quatorze).

## Population
Baiti est peuplé de 443 habitants (huitième rang sur quatorze) avec une densité de population de 360,2 hab/km2. La zone correspondant au district de Baiti était composée à l'origine de 15 villages : Adrurior, Aeonun, Anakawida, Anut, Ataneu, Atirabu, Baiti, Deradae, Ibedwe, Imangengen, Imaraga, Mangadab, Mereren, Umaruru et Yatabang.